# Зангар (село)
Зангар (каз. Заңғар) — село в Павлодарском районе Павлодарской области Казахстана. Расположено в 24 км к северо-востоку от Павлодара. Административный центр Зангарского сельского округа. Код КАТО — 556043100.

## История
Село было основано на месте коммуны «Бондарь», возникшей в 1929 году на урочище Зангар. В 1943 году был организован совхоз «Зангар». В 1975 году совхоз преобразован в Павлодарское райспецхозобъединение.

## Население
В 1985 году в селе проживало 919 человек. В 1999 году население села составляло 744 человека (371 мужчина и 373 женщины). По данным переписи 2009 года, в селе проживало 529 человек (270 мужчин и 259 женщин).